# Бивер, Джим
Дже́ймс Но́рман «Джим» Би́вер-младший (англ. James Norman «Jim» Beaver, Jr.; род. 12 августа 1950, Ларами, штат Вайоминг) — американский актёр, драматург, сценарист, кинорежиссёр и киноисторик. Наиболее известен ролями в сериалах «Дедвуд», «Сверхъестественное» и «Правосудие».
В апреле 2009 года в свет вышли мемуары Бивера Life’s That Way.

## Ранняя жизнь
Джим Бивер родился 12 августа 1950 года в городке Ларами (штат Вайоминг) в семье Дороти Адель (в девичестве Кроуфорд) и Джеймса Нормана Бивера-старшего (1924—2004). Его отец имел французско-английское происхождение (в оригинале фамилия выглядит как де Бовуар; Бивер дальний родственник писательницы и философа Симоны де Бовуар и генерал-губернатора Пенсильвании Джеймса Бивера). Мать Бивера имела смесь шотландских, немецких корней и корней Чероки и была потомком сенатора, губернатора и трижды генерального прокурора США Джона Критендена. Хотя семья родителей Бивера долгое время жила в Техасе, сам Джим родился в Ларами, когда его отец делал дипломную работу в области бухгалтерского учёта в Университете Вайоминга. После возвращения в Техас отец Джима работал бухгалтером и служителем в Церкви Христа (англ. Church of Christ) в Форт-Уэрте, Кроули и Далласе. Большую часть юности Джим с семьёй провёл в Ирвинге, хотя его отец проповедовал в соседних общинах. Джим и три его младшие сестры (Дениз, Рене и Тиддли) обучались в Ирвингской старшей школе (где Джим был одноклассником Фрэнка Бирда, ударника группы ZZ Top), но в последний год Бивер был переведён в Христианскую Академию в Форт-Уэрте, которую окончил в 1968 году. Он также прошёл курсы в Христианском Колледже в Форт-Уэрте. Несмотря на то, что Бивер участвовал в нескольких школьных спектаклях, он не проявлял интереса к актёрской карьере. Однако погрузился в историю кино и выразил желание начать карьеру писателя, несколько его рассказов было опубликовано ещё в школе.

### Служба в армии
Менее, чем через два месяца после окончания школы Бивер и несколько его друзей завербовались в корпус морской пехоты США. После начальной подготовки в пункте сбора новобранцев в Сан-Диего, Бивер обучался там в качестве радиотехника. Он служил на базе 29 пальм и на базе Кэмп-Пендлтон, затем был переведён в 1970 году в 1-ю дивизию корпуса морской пехоты близ Дананга, Южный Вьетнам. Он служил радистом в отдалённом отряде 1-го полка морской пехоты, затем главой подразделения связи. Бивер вернулся в США после демобилизации в 1971 году в звании капрала.

### Образование
После ухода из армии в 1971, Джим вернулся в Ирвинг и некоторое время работал на Frito-Lay. Позже он поступил в Оклахомский христианский университет, где увлёкся театром. Дебютировал Бивер в небольшой пьесе под названием The Miracle Worker. На следующий год он перевёлся в Центральный государственный университет (ныне известный как Университет Центральной Оклахомы). Он играл в многочисленных пьесах и подрабатывал таксистом, киномехаником, обслуживал теннисный клуб и развлекал народ в парке. Бивер также успел поработать диктором на радио KCSC, где вёл программы о джазовой и классической музыке. Будучи студентом Джим писал пьесы и закончил свою первую книгу (об актёре Джоне Гарфилде). Бивер окончил университет в 1975 году и вернулся в Ирвинг.
Бивер учился актёрскому мастерству у Клайда Вентуры и Максимилиана Шелла.

## Карьера
Профессиональный дебют тогда ещё студента Бивера состоялся в октябре 1972 года, в Оклахомском Театральном Центре в Оклахома-Сити, в пьесе Rain Сомерсета Моэма. После возвращения в Техас Джим работал в местном театре, уборщиком в прокате фильмов и рабочим сцены в Далласском балете. Он выступал в многочисленных пьесах на Фестивале Шекспира в Далласе в 1976 году. В 1979 году Джим написал три первых пьесы (Spades, Sidekick и Semper Fi) по заказу театра актёров Луисвилля и дважды стал финалистом национального театрального конкурса Great American Play Contest (с пьесами Once Upon a Single Bound и Verdigris). Наряду с пьесами Бивер продолжал писать для журналов о фильмах, в течение нескольких лет был обозревателем и критиком, и писал для журнала Национального совета кинокритиков США — Films in Review.
Переехав в Нью-Йорк Бивер выступал на сцене, гастролировал по стране и одновременно продолжал писать пьесы и исследовал биографию актёра Джорджа Ривза. Он появился в главных ролях в такие пьесах как The Hasty Heart и Продавец дождя в Бирмингеме, L’Alouette (The Lark) в Манчестере; путешествовал по стране как Макдуф в Макбет и играет в Последней встрече рыцарей Белой Магнолии. В течение этого периода Джим работает над книгой Movie Blockbusters совместно со Стивеном Шоером.
В 1983 году Бивер переезжает в Лос-Анджелес, чтобы продолжить работу над биографией Джорджа Ривза. В течение года он работал в архиве фильмов в  Variety Arts Center. После знакомства зрителей с его пьесой Verdigris, Джима пригласили присоединиться в качестве актёра и драматурга к престижной компании Theatre West в Голливуде, в которой Бивер работает по сей день. В 1985 году Verdigris получила хорошие отзывы и Бивера пригласили в агентство Triad Artists. Он сразу же начинает работать над сценариями эпизодов нескольких сериалов, в том числе и «Альфред Хичкок представляет» (за эту работу он был номинирован на премию CableACE Award в 1987 году), «Служебная командировка» и Vietnam War Story. Он также получал небольшие роли в кино и сериалах.
В 1988 году Американская гильдия писателей коренным образом меняет внештатного работника, пишущего для ТВ, карьера Бивера как сценариста останавливается. Случайная встреча приводит Джима на кастинг лучшего друга звезды Брюса Уиллиса в драме Нормана Джуинсона о ветеранах Вьетнама — «Страна». Актёрская карьера Бивера пошла в гору (Бивер был единственным фактическим ветераном Вьетнама в «Стране»).
После он появился во многих популярных фильмах, в том числе «Действуй, сестра», «Щепка», «Плохие девчонки», «Адаптация», «Магнолия» и «Жизнь Дэвида Гейла». Он снялся в сериале Thunder Alley в роли Лиланда ДюПарта и в роли детектива Эрла Гэддиса в сериале Reasonable Doubts. Он был также угрюмым боссом Френча Стюарта в ситкоме «Третья планета от Солнца».

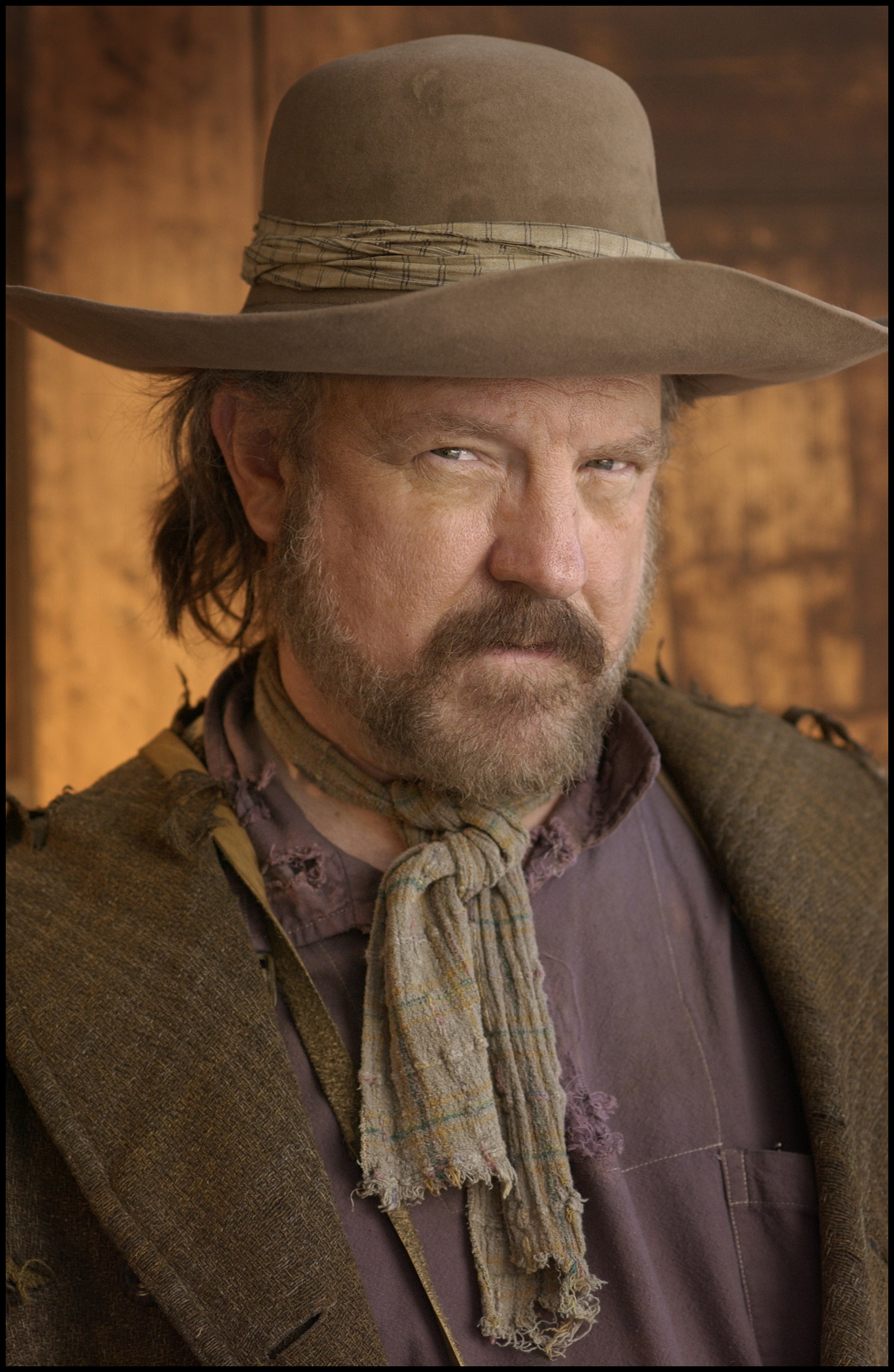
Джим Бивер в роли Уитни Элсворта в сериале «Дедвуд».

В 2002 году Джим снялся драме «Дедвуд» в роли Уитни Элсворта, золотоискателя, которого Бивер часто описывает как «Габби Хейза с синдромом Туретта». Элсворт прошёл путь «из грязи в князи», чтобы жениться на богатой женщине, и становиться уважаемой фигурой в обществе (изначально у персонажа Бивера не было имени, но когда оно стало необходимо, актёр предложил назвать его Уитни Элсворта, в честь создателя сериала «Приключения Супермена» с Джорджем Ривзом). Он продолжал свои исследования биографии Ривза, а в 2005 году выступил в качестве историко—биографического консультанта в документальной драме «Смерть Супермена».
В 2006 году Бивер присоединяется к актёрскому составу драмы канала HBO «Джон из Цинциннати», одновременно исполняя роль Бобби Сингера в «Сверхъестественном» и роль Картера Риза в другой драме канала HBO «Большая любовь». Затем он сыграл роль Чарли Миллса в драме канала CBS «Остров Харпера». Также он играл торговца оружием Лоусона в сериале «Во все тяжкие» и шерифа Шелби Парлоу в сериале канала FX Правосудие.
Через год после того, как его жене в 2003 году поставили диагноз рак лёгких, Бивер пишет мемуары Life’s That Way. Осенью 2007 года Бивер отправляет материалы в Penguin Group. До публикации в 2009 году он был выбран Barnes & Noble для программы 2009 года Discover Great New Writers.
Он написал сценарий, по которому был снят фильм Night Riders (2013), основанный на одноимённой пьесе Бивера.

## Личная жизнь
В 1973 году Джим женился на сокурснице Дебби Янг, однако спустя четыре месяца пара рассталась (развод был оформлен лишь в 1976 году).
В 1989 году, через четыре года ухаживаний, Бивер женился на актрисе и ассистенте режиссёра Сесили Адамс. В этом браке в 2001 году родилась дочь Мэделин. Сесили умерла 3 марта 2004 года от рака лёгких.

## Фильмография
| Год          |     | Русское название                          | Оригинальное название                                                                         | Роль                                     |
| ------------ | --- | ----------------------------------------- | --------------------------------------------------------------------------------------------- | ---------------------------------------- |
| 1977         | ф   | Крутой наполовину                         | Semi-Tough                                                                                    | член B.E.A.T.                            |
| 1978         | тф  | Отчаянный                                 | Desperado                                                                                     | Натан                                    |
| 1978         | ф   | Старшекурсники                            | The Seniors                                                                                   | клиент                                   |
| 1978—1979    | с   | Даллас                                    | Dallas                                                                                        | человек в закусочной \ садовник Джули    |
| 1979         | кор | Предупреждение                            | Warnings                                                                                      | художник                                 |
| 1979         | тф  | Черлидерши Dallas Cowboys                 | Dallas Cowboys Cheerleaders                                                                   | игрок команды Dallas Cowboys             |
| 1981         | ф   | Ночные ястребы                            | Nighthawks                                                                                    | пассажир метро                           |
| 1983         | тф  | Смертельная поездка в Осаку               | Girls of the White Orchid                                                                     | пешеход                                  |
| 1983         | ф   | Силквуд                                   | Silkwood                                                                                      | директор завода                          |
| 1985         | кор | Дело 8022                                 | File 8022                                                                                     | Бен Крайслер                             |
| 1985—2001    | с   | Молодые и дерзкие                         | The Young and the Restless                                                                    | детектив Джим МакКастор / Лео Сильвестри |
| 1986         | с   | Суд по разводам                           | Divorce Court                                                                                 | МакКой                                   |
| 1987         | ф   | Сладкая месть                             | Sweet Revenge                                                                                 | контрабандист                            |
| 1987         | ф   | Голливудский расклад                      | Hollywood Shuffle                                                                             | работник почты                           |
| 1987         | с   | Джейк и толстяк                           | Jake and the Fatman                                                                           | адвокат                                  |
| 1988         | с   | Мэтлок                                    | Matlock                                                                                       | Барни Сатлер                             |
| 1988         | тф  |                                           | Perry Mason: The Case of the Lady in the Lake                                                 | менеджер в мотеле                        |
| 1988         | ф   |                                           | Defense Play                                                                                  | агент ФБР                                |
| 1988         | ф   |                                           | Two Idiots in Hollywood                                                                       | плачущий человек                         |
| 1988         | с   |                                           | Paradise                                                                                      | Френк Фостер                             |
| 1989         | кор |                                           | Mergers & Acquisitions                                                                        | Гэбби Хайес                              |
| 1989         | с   |                                           | CBS Summer Playhouse                                                                          | сосед                                    |
| 1989         | ф   | Тёрнер и Хуч                              | Turner & Hooch                                                                                | директор завода                          |
| 1989         | кор |                                           | англ. The Cherry                                                                              | капитан                                  |
| 1989         | ф   | Страна                                    | In Country                                                                                    | Эрл Смит                                 |
| 1988         | тф  |                                           | англ. Mothers, Daughters and Lovers                                                           | шериф Джек Эдзард                        |
| 1989         | с   |                                           | The Young Riders                                                                              | Джонсон                                  |
| 1990         | тф  |                                           | англ. Follow Your Heart                                                                       | Крейг                                    |
| 1990         | с   |                                           | Nasty Boys                                                                                    | Ветстон                                  |
| 1990         | тф  |                                           | El Diablo                                                                                     | Спайви Ирик                              |
| 1990         | тф  |                                           | англ. The Court-Martial of Jackie Robinson                                                    | майор Тримбл                             |
| 1990         | с   | Тайны отца Даулинга                       | Father Dowling Mysteries                                                                      | Дрейк                                    |
| 1990         | с   | Звонящий в полночь                        | Midnight Caller                                                                               | Том Барлоу                               |
| 1991         | ф   |                                           | англ. little secrets                                                                          | кассир винного магазина                  |
| 1991—1992    | с   | Санта-Барбара                             | Santa Barbara                                                                                 | насильник Энди / мужчина из мотеля       |
| 1991—1993    | с   |                                           | Reasonable Doubts                                                                             | детектив Эрл Гэддис                      |
| 1992         | тф  |                                           | англ. Gunsmoke: To the Last Man                                                               | заместитель Вилли Радд                   |
| 1992         | ф   | Действуй, сестра                          | Sister Act                                                                                    | детектив Кларксон                        |
| 1993         | тф  |                                           | англ. Gunsmoke: The Long Ride                                                                 |                                          |
| 1993         | ф   | Щепка                                     | Sliver                                                                                        | детектив Ира                             |
| 1993         | с   | Лоис и Кларк: Новые приключения Супермена | Lois & Clark: The New Adventures of Superman                                                  | Генри Барнс                              |
| 1993         | ф   | Джеронимо: Американская легенда           | Geronimo: An American Legend                                                                  | офицер                                   |
| 1994         | ф   | Вдвоём                                    | англ. Twogether                                                                               | Оскар                                    |
| 1994         | ф   | Азартная игра                             | Blue Chips                                                                                    | отец Рикки                               |
| 1994         | тф  |                                           | англ. Children of the Dark                                                                    | Родди Гиббонс                            |
| 1994         | ф   | Плохие девчонки                           | Bad Girls                                                                                     | Грейвс, детектив агентства Пинкертон     |
| 1994—1995    | с   |                                           | Thunder Alley                                                                                 | Лиланд ДюПарт                            |
| 1995         | с   | Большой ремонт                            | Home Improvement                                                                              | Дюк Миллер                               |
| 1996         | с   |                                           | High Incident                                                                                 | отец                                     |
| 1996         | с   |                                           | Bone Chillers                                                                                 | Эдгар Аллан По                           |
| 1996—1997    | с   |                                           | Murder One                                                                                    | Дональд Клири                            |
| 1996—2004    | с   | Дни нашей жизни                           | Days of our Lives                                                                             | отец Тимоти Дженсен                      |
| 1997         | с   | Полиция Нью-Йорка                         | NYPD Blue                                                                                     | водитель грузовика / Иисус Христос       |
| 1997         | с   |                                           | Moloney                                                                                       | детектив Эштон                           |
| 1997         | ф   |                                           | англ. Wounded                                                                                 | агент Эрик Эштон                         |
| 1997         | с   |                                           | Spy Game                                                                                      | Торнбуш                                  |
| 1997         | ф   |                                           | англ. Divided by Hate                                                                         | Денни Лиланд                             |
| 1997         | с   |                                           | англ. Total Security                                                                          | детектив МакКиссик                       |
| 1998         | с   |                                           | англ. The Adventures of A.R.K.                                                                | рейнджер Эрл                             |
| 1998         | с   | Мелроуз Плейс                             | Melrose Place                                                                                 | рейнджер Вирджил                         |
| 1998         | с   | Золотые крылья Пенсаколы                  | Pensacola: Wings of Gold                                                                      | актёр                                    |
| 1998         | ф   |                                           | At Sachem Farm                                                                                | диспетчер                                |
| 1998         | тф  |                                           | англ. Mr. Murder                                                                              | агент Джейсон Рейлинг                    |
| 1998—1999    | с   | Третья планета от Солнца                  | 3rd Rock from the Sun                                                                         | Счастливый Даг                           |
| 1999         | кор |                                           | англ. Impala                                                                                  | шериф Берт Дэвис                         |
| 1999         | ф   |                                           | англ. Ah! Silenciosa                                                                          | Амброз Бирс                              |
| 1999         | с   | Секретные материалы                       | The X-Files                                                                                   | коронер                                  |
| 1999         | ф   | Магнолия                                  | Magnolia                                                                                      |                                          |
| 2000         | кор |                                           | англ. Fraud                                                                                   | детектив Мейсон                          |
| 2000         | ф   | Там, где сердце                           | Where the Heart Is                                                                            | в титрах не указан                       |
| 2000—2001    | с   |                                           | The Trouble With Normal                                                                       | Гэри                                     |
| 2001         | с   | Шоу 70-х                                  | That '70s Show                                                                                | Тони                                     |
| 2001         | тф  |                                           | англ. Warden of Red Rock                                                                      | Джефферсон Бент                          |
| 2001         | с   | Женская бригада                           | The Division                                                                                  | Фрэд Зито                                |
| 2001         | ф   | Ничего себе поездочка                     | Joy Ride                                                                                      | шериф Риттер                             |
| 2001         | с   | Звёздный путь: Энтерпрайз                 | Enterprise                                                                                    | адмирал Дениэл Леонард                   |
| 2001         | с   | Западное крыло                            | The West Wing                                                                                 | Карл                                     |
| 2001         | с   |                                           | Philly                                                                                        | Нельсон Вандерхофф                       |
| 2002         | ф   | Адаптация                                 | Adaptation                                                                                    | рейнджер Тони                            |
| 2003         | ф   | Жизнь Дэвида Гейла                        | The Life of David Gale                                                                        | Герцог Гровер                            |
| 2003         | с   |                                           | Andy Richter Controls the Universe                                                            | Крейг                                    |
| 2003         | в   |                                           | англ. Wave Babes                                                                              | Амос Нанди                               |
| 2003         | с   | Клиент всегда мёртв                       | Six Feet Under                                                                                | сотрудник тюрьмы                         |
| 2003         | с   |                                           | Tremors                                                                                       | шериф Сэм Боггс                          |
| 2003         | с   |                                           | The Lyon's Den                                                                                | Хенк Фэррис                              |
| 2003         | ф   |                                           | англ. The Commission                                                                          | Говард Л. Бреннан                        |
| 2004         | кор |                                           | англ. Beck and Call                                                                           |                                          |
| 2004         | с   | Детектив Монк                             | Monk                                                                                          | шериф Матис                              |
| 2004         | с   | Расследование Джордан                     | Crossing Jordan                                                                               | рейнджер Диггори                         |
| 2004—2006    | с   | Дедвуд                                    | Deadwood                                                                                      | Уитни Элсворт                            |
| 2005         | ф   |                                           | англ. Wheelmen                                                                                | агент Хаммонд                            |
| 2006         | с   | Отряд «Антитеррор»                        | The Unit                                                                                      | Ллоид Кол                                |
| 2006         | с   | C.S.I.: Место преступления                | CSI: Crime Scene Investigation                                                                | Стенли Таннер                            |
| 2006—2019    | с   | Сверхъестественное                        | Supernatural                                                                                  | Бобби Сингер                             |
| 2007         | с   | Новый день                                | Day Break                                                                                     | дядюшка Ник                              |
| 2007         | ф   | Пророк                                    | Next                                                                                          | директор NSA                             |
| 2007         | с   | Большая любовь                            | Big Love                                                                                      | Картер Риз                               |
| 2007         | с   |                                           | англ. Tales from the Pub                                                                      | Джо                                      |
| 2007         | с   |                                           | John from Cincinnati                                                                          | Джо                                      |
| 2007         | ф   |                                           | Cooties                                                                                       |                                          |
| 2007         | с   | Мыслить как преступник                    | Criminal Minds                                                                                | шериф Уильямс                            |
| 2008         | ф   |                                           | англ. Reflections                                                                             | Фрэнк                                    |
| 2008         | кор |                                           | англ. The Silence of Bees                                                                     | Паркер Лэм                               |
| 2008         | кор |                                           | англ. In the A.M. of Dec. 26th at Mickey's (on the Corner of Cunningham & Kongosak in Barrow) | радио Ди Джей                            |
| 2009         | ф   |                                           | Dark and Stormy Night                                                                         | Джек                                     |
| 2009         | с   | Остров Харпера                            | Harper's Island                                                                               | шериф Чарли Миллс                        |
| 2009         | с   | Ясновидец                                 | Psych                                                                                         | Стинки Пит Дилингхам                     |
| 2010         | с   | Закон и порядок: Лос-Анджелес             | Law & Order: LA                                                                               | Фрэнк Лумис                              |
| 2010         | с   | Менталист                                 | The Mentalist                                                                                 | Кобб Холвелл                             |
| 2010         | с   | Обмани меня                               | Lie to Me                                                                                     | Гас                                      |
| 2011         | ф   |                                           | англ. The Legend of Hell's Gate: An American Conspiracy                                       | Дж. Райт Мур                             |
| 2011         | с   |                                           | Love Bites                                                                                    | водитель грузовика                       |
| 2011—2012    | с   | Во все тяжкие                             | Breaking Bad                                                                                  | Лоусон                                   |
| 2011—2013    | с   | Правосудие                                | Justified                                                                                     | Шелби Парлоу                             |
| 2012         | с   | Декстер                                   | Dexter                                                                                        | Клинт МакКей                             |
| 2013         | с   | Бывает и хуже                             | The Middle                                                                                    | мистер Стокс                             |
| 2013         | с   | Майк и Молли                              | Mike & Molly                                                                                  | Дуайт                                    |
| 2013         | с   | Лонгмайер                                 | Longmire                                                                                      | Ли Роски                                 |
| 2015         | ф   | Багровый пик                              | Crimson Peak                                                                                  | Картер Кашинг                            |
| 2016—2017    | с   | Мыслить как преступник: За границей       | Criminal Minds: Beyond Borders                                                                | Уолтер Этвуд                             |
| 2019 — н. в. | с   | Пацаны                                    | The Boys                                                                                      | Роберт «Дакота» Сингер                   |
| 2020         | ф   | Выстрел вслепую                           | Blindfire                                                                                     | Уорд                                     |
| 2021         | ф   | Аллея кошмаров                            | Nightmare Alley                                                                               | шериф Джедедайя Джадд                    |

## Награды и номинации
- 2010 год — выступление в The Silence of Bees принесло ему награду за лучшую мужскую роль на New York Film and Video Festival[11].
- 2012 — номинация на премию Constellation Awards в категории «Лучшая мужская роль в эпизоде фантастического телесериала» в 2011 году (Эпизод сериала Сверхъестественное «Death’s Door» 7 сезон, 10 серия)
- 2013 год- номинация на Best Guest Performance in a Drama Broadcast Television Journalists' Association Critics' Choice Awards за его роль Шелби Парлоу в «Правосудии» (проиграл Джейн Фонде).
- Включён в предварительный список премии Эмми в 2013 году, но впоследствии не был номинирован.

## Литературные работы

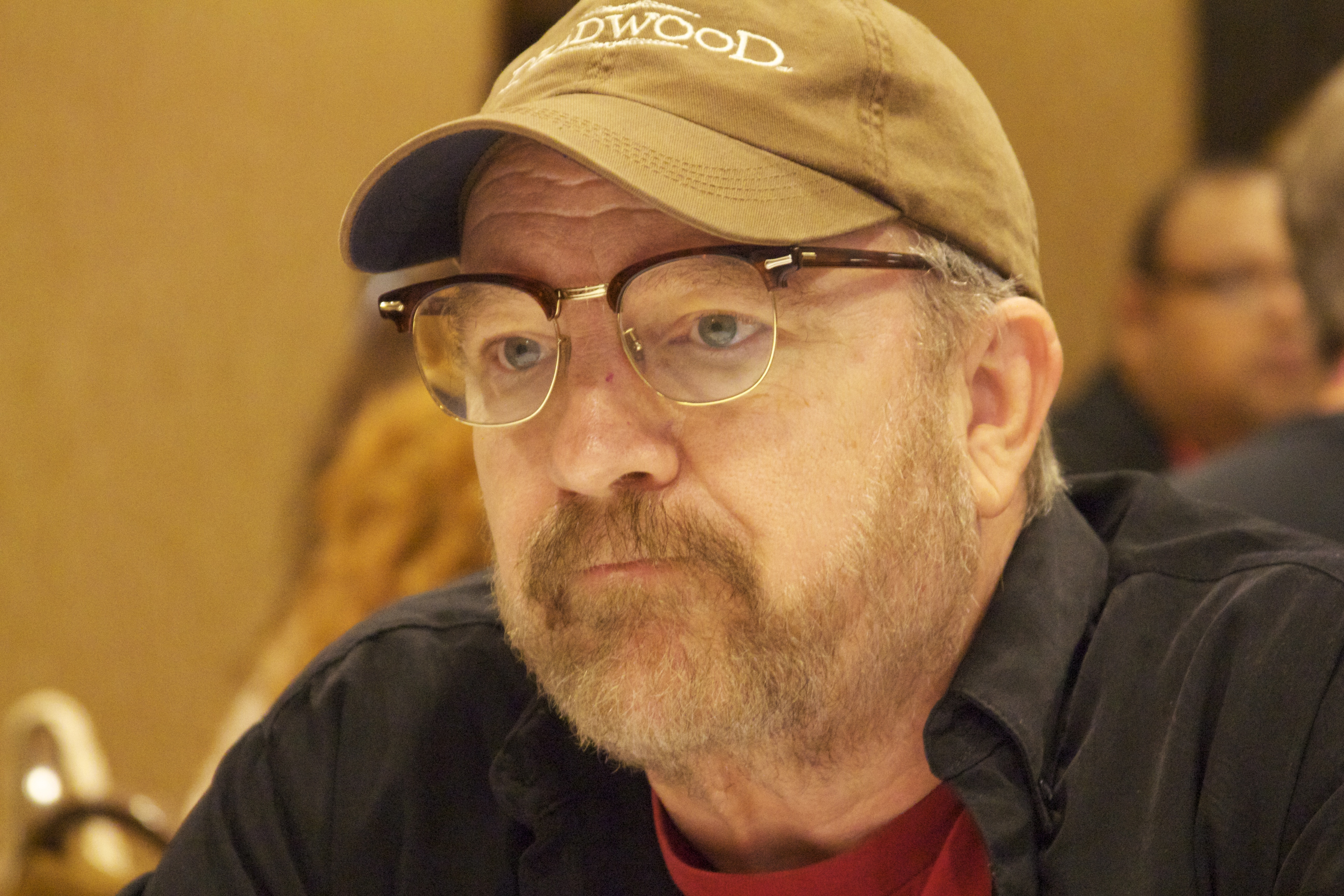
Джим Бивер в 2012 году

### Книги
- John Garfield: His Life and Films (1978)
- Movie Blockbusters (совместно со Стивеном Шоером) (1982, переработанное издание 1983)
- Life’s That Way: A Memoir (2009)

### Беллетристика
- The Afternoon Blood Show, Alfred Hitchock’s Mystery Magazine, 29 апреля 1981

### Пьесы
- The Cop and the Anthem (адаптировано из рассказа О. Генри) (1973)
- As You Like It, or Anything You Want To, Also Known as Rotterdam and Parmesan Are Dead (1975)
- Once Upon a Single Bound (1977)
- The Ox-Bow Incident (адаптировано из новеллы Вальтера ван Тилберга Кларка) (1978)
- Verdigris (1979)
- Spades (1979)
- Sidekick (1981)
- Semper Fi (1982)
- Truth, Justice, and the Texican Way (1985)
- Pressing Engagements (1990)
- Mockingbird (2001)
- Night Riders (2006)
- The American Way (2011)
- Whigs, Pigs, and Greyhounds (2011)
- Lettering (2013)[12]

### Статьи для журналов
- «Джон Уэйн», журнал Films in Review, май 1977
- «Джордж Рафт», журнал Films in Review, апрель 1978
- «Джон Кэррадайн», журнал Films in Review, октябрь 1979
- «Джеймс Стюарт», журнал Films in Review, октябрь 1980
- «Стив Маккуин», журнал Films in Review, август — сентябрь 1981
- «Фрэнк Перри», журнал Films in Review, ноябрь 1981
- «Строзер Мартин», журнал Films in Review, ноябрь 1982
- «Ad Glib» (регулярная рубрика). Журнал Films in Review, ноябрь 1981 — декабрь 1983